# Chintang
Le chintang (ou chhintang) est une langue tibéto-birmane parlée dans le Népal oriental.

## Répartition géographique
Le chintang est parlé dans le district de Dhankuta, rattaché à la zone de Koshi.

## Classification interne
Le chintang est une des langues kiranti, un sous-groupe des langues himalayennes de la famille tibéto-birmane. 

## Sources
- (en) Ichchha Purna Rai, 2013, A contrastive study of Chhintang and English pronouns: Problems and teaching strategies, Nepalese Linguistics 28, p. 157-161.